# All-Star Superman (filme)
All-Star Superman é um filme animado diretamente ao vídeo de super-herói baseado na série de quadrinhos aclamado com o mesmo nome por Grant Morrison e Frank Quitely. O filme é o décimo na DCUAOM, linha lançado pela Warner Premiere e Warner Bros. Animation é o primeiro na linha de que é classificado como PG, em oposição à habitual classificação PG-13. Foi lançado em 22 de fevereiro de 2011.[carece de fontes?]

## Sinopse
Após ser envenenado por radiação solar, o Homem de Aço, está morrendo lentamente. Com o pouco tempo que lhe resta, o Último Filho de Kripton precisa confrontar seu passado, presente e futuro, revelar sua identidade secreta para Lois Lane e ainda enfrentar Luthor em uma batalha final.

## Elenco
| Personagem                          | Elenco de Voz dos Estados Unidos | Elenco de Voz do Brasil                        |
| ----------------------------------- | -------------------------------- | ---------------------------------------------- |
| Superman/Clark Kent/Kal-El          | James Denton                     | Guilherme Briggs                               |
| Lois Lane/Super-Mulher              | Christina Hendricks              | Mônica Rossi                                   |
| Lex Luthor                          | Anthony LaPaglia                 | Luis Carlos Persy                              |
| Perry White                         | Edward Asner                     | Carlos Gesteira                                |
| Jimmy Olsen                         | Matthew Gray Gubler              | Gustavo Nader                                  |
| Nasthalthia "Nasty" Luthor          | Linda Cardellini                 | Iaia Riça                                      |
| Bar-El                              | Arnold Vosloo                    | Ronaldo Júlio                                  |
| Lilo-El                             | Finola Hughes                    | Christiane Louise                              |
| Sansão/Ultra-Esfinge                | John DiMaggio                    | Reginaldo Primo/Mário Tupinambá                |
| Atlas/General Sam Lane/Astronauta 1 | Steven Blum                      | Marcos Souza/Jorge Vasconcelos/Mário Tupinambá |
| Dr.Leo Quintum                      | Alexis Denisof                   | Philippe Maia                                  |
| Steve Lombard/Presidiário           | Kevin Michael Richardson         | José Luiz Barbeito/Bruno Rocha                 |
| Cat Grant/Floral                    | Cathy Cavadini                   | Fernada Barrone/Bia Barros                     |
| Martha Kent                         | Frances Conroy                   | Cláudia Martins                                |
| Solaris                             | Robin Atkin Downes               | Jorge Vasconcelos                              |
| Agente Líder                        | Chris Cox                        | Mauro Horta                                    |
| Robô/Astronauta 2                   | Fred Tatasciore                  | José Augusto Sendim/Luis Carlos Persy          |
| Juiz                                | Obba Babatundé                   | Bruno Rocha                                    |
| Não Creditado                       | Kal-Kent                         | Sergio Muniz                                   |

[carece de fontes?]